# Gustav Bratke
Gustav Bratke (* 29. Juli 1878 in Hannover; † 24. Oktober 1952 in Coburg) war ein sozialdemokratischer deutscher Politiker und Kommunalbeamter. Er wurde 1945 zum ersten Oberbürgermeister von Hannover nach dem Krieg ernannt und organisierte 1947 die erste Hannover-Messe.

## Leben
Als gelernter Lithograf wurde Gustav Bratke schon früh Mitglied sowohl der Buchdruckergewerkschaft als auch der SPD.

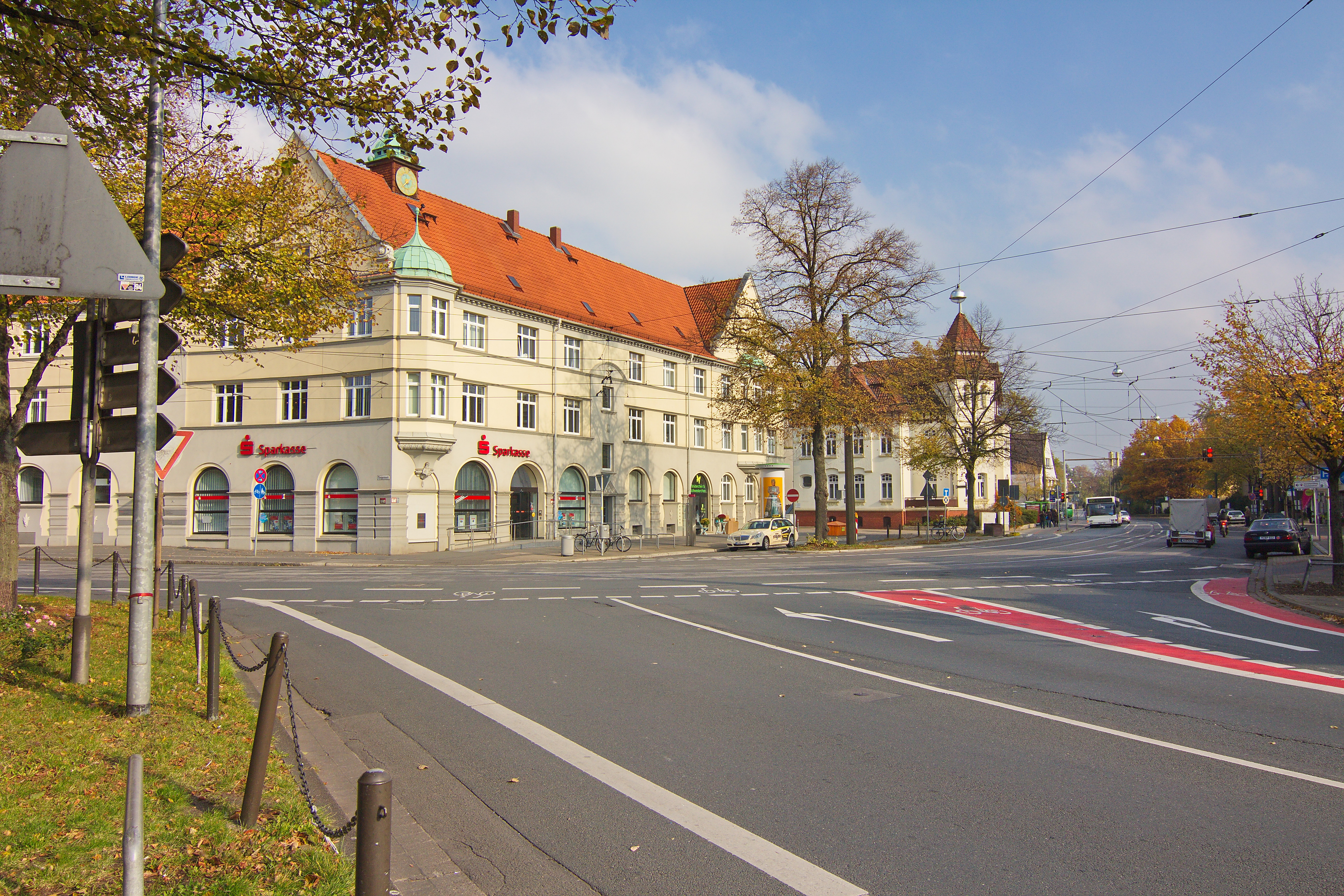
Tiergartenstraße Ecke Brabeckstraße: Anstelle der Zweigstelle der Sparkasse betrieb Bratke 1908 Unter den Linden 1 seine Kolonialwarenhandlung

Nach der Eingemeindung des ehemaligen Dorfes Kirchrode nach Hannover noch zur Zeit des Deutschen Kaiserreichs am 1. Oktober 1907 betrieb Gustav Bratke laut dem Adressbuch der Königlichen Residenzstadt Hannover von 1908 im Gebäude Unter den Linden 1, in das später die Zweigstelle der Sparkasse einzog, seine Kolonialwarenhandlung.
Nach Misburg, einer durch die Zementindustrie geprägten Gemeinde nordöstlich von Hannover, kam Bratke 1910 und arbeitete dort zunächst als Lagerhalter im Konsumverein (Konsumgenossenschaft) und später als dessen Geschäftsführer. Seit 1912 gehörte er für die SPD dem Gemeinderat an, ein Ereignis, das er später mit den Worten kommentierte: „Als ich vor 40 Jahren zum ersten Male in die Gemeindevertretung Misburgs gewählt wurde, da wußte ich nicht, dass diese Wahl mein ganzes späteres Leben beeinflussen würde.“
Nach der Kriegsteilnahme im Ersten Weltkrieg wurde er 1919 Gemeindevorsteher (Bürgermeister) in Misburg und am 1. September 1919 als Nachrücker für Clemens von Wedel-Gödens SPD-Abgeordneter im Provinziallandtag der Provinz Hannover. Die Geschichte Misburgs wurde in den 1920er und Anfang der 1930er Jahre entscheidend durch Bratkes vorausschauende Kommunal- und Sozialpolitik geprägt. Er ließ die Gemeinde Bauland ankaufen, womit es ihm gelang, 1931 die Ansiedlung der Gewerkschaft Erdöl-Raffinerie Deurag-Nerag in Misburg zu bewirken. Er ließ 154 gemeindeeigene Wohnhäuser sowie 250 Wohnungen bauen und förderte den Eigenheimbau – sogar für Erwerbslose. 1925/26 folgte der Bau des eigenen Wasserwerks (durch den Architekten Friedrich Fischer) und von zwei Kläranlagen, 1926 eines Jugendheims (auch von Friedrich Fischer in Formen der neuen Sachlichkeit mit expressionistischen Zügen). Seit 1926 war Bratke auch Vorsitzender des Provinzialausschusses und stand damit an der Verwaltungsspitze der Provinz Hannover. Auch hier bewirkte er durch seine politischen Initiativen viel.

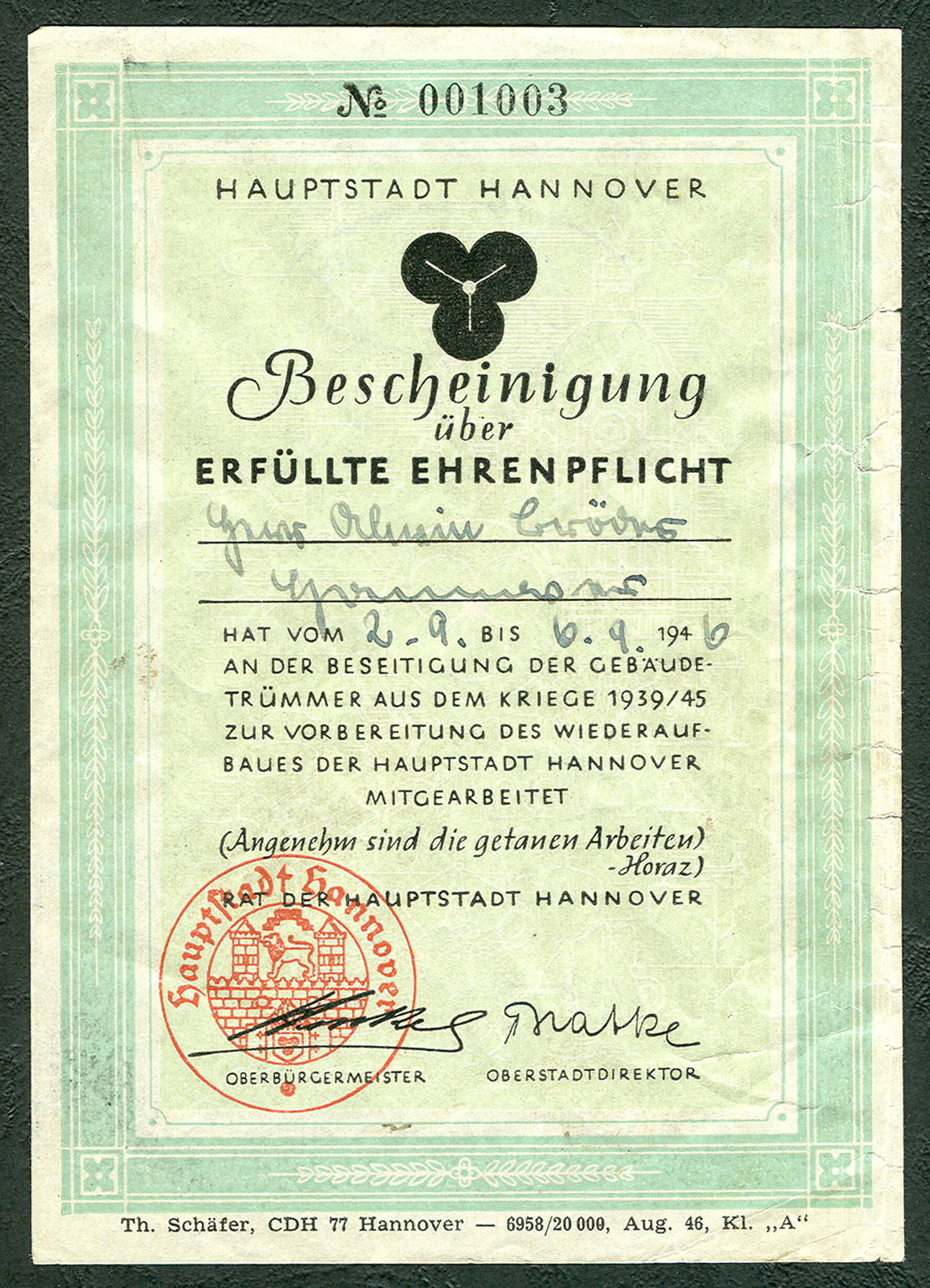
Vorgedruckte Unterschriften von Oberbürgermeister Henkel und Oberstadtdirektor unter der Bescheinigung „erfüllte Ehrenpflicht“ zur Trümmerbeseitigung, 1946

Nach der Machtergreifung des Nationalsozialismus 1933 wurde Gustav Bratke das Opfer einer politischen Denunziation durch einen Beamten der Provinzialverwaltung, der ihm Unterschlagung und Veruntreuung vorwarf. Bratke verlor alle seine Ämter und war neun Monate im Gefängnis, ehe seine völlige Unschuld erwiesen war. Danach stand er unter Polizeiaufsicht und erwarb seinen Lebensunterhalt als Prokurist einer Baufirma.
Noch am Tag der Besetzung Hannovers am 10. April 1945 durch amerikanische Truppen, in deren unmittelbarem Gefolge die Briten mit dem designierten Stadtkommandanten Major G. H. Lamb einrückten, erschienen „schon gegen Mittag [...], einer Absprache unter den Mitgliedern verschiedener Untergrundgruppen folgend, der frühere Polizeipräsident Erwin Barth sowie die Gewerkschafter Albin Karl und Heinrich Möhle, alle drei SPD-Mitglieder, bei dem noch mit der Vernehmung Egon Bönners, des letzten kommissarischen Oberbürgermeisters, beschäftigten amerikanischen Offizier, um Gustav Bratke als Oberbürgermeister vorzuschlagen.“ Daraufhin entgegnete der Offizier: „He is too old“ („Er ist zu alt“). Bratke entgegnete: „Wenn ich ihm zu alt bin, dann muss er sich einen anderen suchen“.
Nach Einschaltung des Geheimdienstes wurde Bratke jedoch als „unbelasteter“ Politiker am folgenden Tag zum Oberbürgermeister unter der Aufsicht des britischen Stadtkommandanten Lamb eingesetzt, Erwin Barth zum Polizeipräsidenten ernannt. Dazu Lamb: „Wenn es überhaupt anständige Deutsche gibt, dann gehört er [Bratke] jedenfalls zu ihnen.“
Seit dem 11. April 1945 war Bratke damit Oberbürgermeister, und, als nach dem britischen Vorbild die politische Vertretung der Stadt und die Verwaltungsspitze getrennt wurden, übernahm Bratke vom 20. März 1946 bis 20. Oktober 1949 das Amt des Oberstadtdirektors von Hannover. In dieser Zeit war er verantwortlich für die Ausrichtung der ersten „Export-Messe 1947 Hannover“ (der späteren Hannover-Messe).
Bis zu seinem Tode war Bratke Mitglied des Aufsichtsrats der Deutschen Messe- und Ausstellungs-A. G. Hannover-Laatzen und Präsident des Niedersächsischen Städtetages. Bratke erlag einem Herzinfarkt während einer Sitzung des Städtetags in Coburg.

## Ehrungen
Wegen seiner Verdienste um die Kommunalpolitik ernannte die Stadt Hannover 1949 Gustav Bratke zu ihrem Ehrenbürger, ebenso 1952 die Gemeinde Misburg. 1952 wurde ihm das Große Verdienstkreuz der Bundesrepublik Deutschland verliehen.
In Hannover wurde eine neu gebaute Straße vom Schwarzen Bären zum Waterlooplatz als Gustav-Bratke-Allee benannt, in Misburg die ehemalige Straße In der Plantage. Die Jugendherberge in Torfhaus trägt seinen Namen.